# 劉朝佐
劉朝佐（1512年—？），字道卿，江西吉安府安福縣人，軍籍，明朝政治人物。

## 生平
嘉靖十九年（1540年）庚子科江西鄉試第十九名舉人，二十三年（1544年）中式甲辰科會試第三十三名，二甲第八十名進士。任禮部儀制司郎中，三十五年四月升光祿寺少卿，四十年閏五月升太僕寺少卿，四十三年六月升南京通政司右通政，四十五年十月被刑科右給事中嚴從簡論劾，閑住。

## 家族
曾祖劉資贊；祖父劉㻞；父劉潛。前母王氏；母吳氏。具慶下。兄劉朝用（恩例冠帶），弟劉朝傑。